# Hubert Neuper

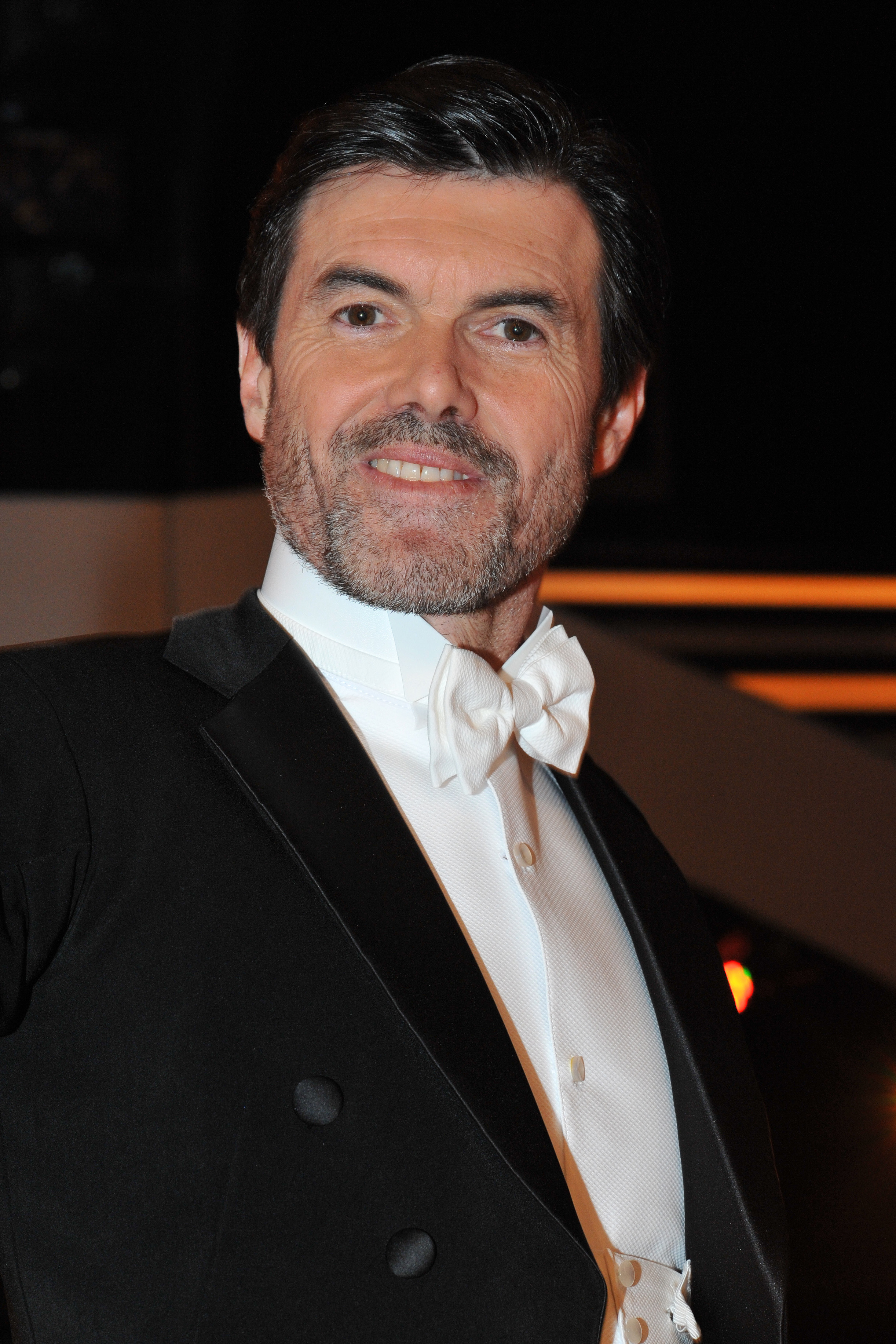
Hubert Neuper 2014

Hubert Neuper född 29 september 1960 i Bad Aussee i Steiermark, är en österrikisk tidigare backhoppare och nuvarande idrottsledare. Han representerade Skiclub Stams.

## Karriär
Tysk-österrikiska backhopparveckan
Hubert Neuper debuterade internationellt i tysk-österrikiska backhopparveckan 30 december 1977 i Oberstdorf. Hans bästa placering de två första säsongerna i backhopparveckan var en 42:e plats i Innsbruck januari 1978. Säsongen 1979/1980 vann han två deltävlingar i backhopparveckan, i Garmisch-Partenkirchen och i Innsbruck. I första deltävlingen i Oberstdorf blev han tvåa. Även med en tionde plats i sista deltävlingen vann Neuper backhopparveckan totalt, med god marginal till tre östtyska backhoppare. I säsongen 1980/1981 var Neuper bland de fyra bästa i alla deltävlingarna och vann totalt före landsmannen Armin Kogler. Han hade en delseger säsongen efter, men fick aldrig samma framgångar i backhopparveckan igen.
Världscupen
Säsongen 1979/1980 startade världscupen i backhoppning. Neuper vann sin första tävling i världscupen 1 januari 1980 (backhopparveckan ingick i världscupen) och han blev historisk då han vann första världscupen totalt. Han blev nummer 4 totalt året efter och nummer 2 säsongen 1981/1982. Han har 5 säsonger i världscupen och totalt åtta delsegrar.
Olympiska vinterspelen
Neuper startade i ett vinter-OS, i Lake Placid i New York 1980. Backhoppstävlingarna ägde rum i Intervale Ski Jump Complex. I normalbacken blev Neuper nummer 6 18,7 poäng efter landsmannen Toni Innauer som vann tävlingen klart. Neuper var 4,7 poäng efter Manfred Deckert från DDR och japanen Hirokazu Yagi som delade silvermedaljen. I stora backen gick det bättre för Neuper. Han lyckades vinna silvermedaljen, efter Jouko Törmänen och före Jari Puikkonen, båda från Finland.
Skid-VM
Hubert Neuper deltog i Skid-VM 1982 i Holmenkollen i Oslo. I de individuella tävlingarna blev han nummer 23 i normalbacken (Midtstubakken) och nummer 9 i stora backen (Holmenkollen). I lagtävlingen vann det österrikiska laget (Hans Wallner, Hubert Neuper, Armin Kogler och Andreas Felder) silvermedaljen, endast 0,9 poäng efter hemmalaget.

## Senare karriär
Efter avslutad idrottskarriär 1985 arbetade Neuper som pilot och drev en skidskola. Han var ledare för en kommitté som arrangerade VM i skidflygning 1996 i Kulm i Bad Mitterndorf i Österrike. Neuper är ledare i Neuper Group GmbH som årligen arrangerar skidflygningsvärldscupen i Kulm.

## Utmärkelser
- 1996: Hubert Neuper tilldelades Ehrenzeichen für Verdienste um die Republik Österreich i silver.